# Vescomtat de Melun
El vescomtat de Melun fou una jurisdicció feudal de França sorgida de l'antic comtat de Melun.
A la segona meitat del segle xi s'esmenta una comtessa de nom Hodierna casada amb un noble anomenat Gautier, anomenat paganus de Melun que feien una donació el 1096. Després apareix Adam de Chaily (fill d'Esteve de Courtenay) casat amb una hereva de Melun que no se sap si era la mateixa Hodierna o una filla o germana. Adam es va casar en segones noces a Avelina de Corbeil senyora de Yerres, filla de Balduí de Corbeil. Amb la primera dona va tenir un fill, Gil, que fou vescomte de Melun (+ 1138) i va deixar tres fills: Adam I, Joscelí i Gil (senyor de Villefermoy).
Adam I fou el successor i va morir abans de 1150. No va deixar fills i el va succeir el seu germà Joscelí que va morir el 1157. Es va casar amb Alpais de Blandy i va tenir tres fills: Lluís, Adam i Avelina.
Lluís, el successor va governar del 1157 al 20 d'agost d'un any posterior a 1182; es va casar amb Gisela i va tenir cinc fills dels quals el gran Adam II fou vescomte de Melun (després de 1182 a 1217), el segon Joan fou bisbe de Poitiers (1235), el tercer i quart Joan i Renald foren monjos a Sens i el cinquè Simó va morir el 1194; va tenir també dues filles.
Adam II es va casar amb Aremburga (+1219) i va governar fins a la seva mort el 1217, deixant dos fills: Eloisa i Guillem de Melun; aquest fou vescomte de 1217 al 4 de maig de 1221, es va casar amb Agnes de Bellay senyora de Montreuil (+ després de 1211); va deixar tres fills: Adam III, Guillem i Matilde.
Adam III fou vescomte del 4 de maig de 1221 al 9 de febrer de 1250 i es va casar amb Gertruda, i en segones noves amb la comtessa de Sancerre filla d'Esteve II de Sancerre; amb aquesta segona esposa va tenir vuit fills: Guillem (+6 de juny de 1278) exclòs de la successió; Adam IV vescomte (1250-1304), Joan (+ abans de 1311) senyor d'Esprenne-en-Brie, tronc dels senyors de la Borde i senyors d'Esprenne, Simó (+ a la batalla de Kortrijk l'11 de juliol de 1302) senyor de La Loupe i de Marcheville, tronc dels senyors de la Loupe i de la Salle, Robert (+ després de 1298), Felip (+ després de 1312), Joana i Eleonora.
Adam IV es va casar amb Joana de Sully (+ 4 de maig de 1306) i va tenir 9 fills dels que el gran, Joan I, el va succeir a Melun i fou comte de Tancarville, senyor de Montreuil-Belloy i gran camarlenc de França. Va governar del 1304 al 1359. Dels seus germans Felip (+ 1345) i Guillem (+1329) foren arquebisbes de Sens, Lluís (+ abans de 1354) fou senyor de Cousemac, Robert (+1343) fou senyor de Bassadiere, i Joan senyor de Fontanelles; els altres foren Carles (+ després de 1331), Isabel i Agnes.
Joan de Melun es va casar amb Joana de Tancarville i després amb Isabel d'Antoign (vídua d'Enric II de Lovaina i d'Alfons de la Cerda (un dels infants de la Cerda títulat baró de Lunel) i filla i hereva d'Hug IV senyor d'Antoign i d'Epinoy. Va tenir cinc fills amb la primera dona i tres amb la segona: Joan II (vescomte associat de Melun i comte de Tancarville, + 1351), Adam, senyor de Château-Landon (+1362), Guillem, arquebisbe de Sens (+1378), Simó, monjo a Sens (+ després de 1350), Rober (+1347); Isabel de Melun (1328-1389) senyora de Houdain casada amb Pere comte de Dreux i en segones noces el 1352 amb Joan d'Artois comte d'Eu, Maria, i Hug (+ abans de 1410), vescomte de Melun (administrat per compte del seu nebot Guillem), burgravi de Gant, senyor d'Antoing i d'Epinoy, casat amb Margarita de Picquigny, filla de Ferry de Picquigny hereva de Falvy i La Hérelle i en segones noces el 1378 amb Beatriz de Beausart, vídua de Gualter de Hondeschote (+1410) en la línia del qual va continuar després el títol de vescomte de Melun i burgravi de Gant.
A Joan II comte també de Tancarville, casat amb Joana Crespin, senyora de Warenguebec, mort entre 1351 i 1359, el va succeir el seu fill Joan III (+ abans de 1385), casat amb Ida de Marigny, que no van tenir fills; el va succeir el seu germà Guillem que va morir en la batalla d'Azincourt el 25 d'octubre de 1415, casat amb Joana de Parthenay senyora de Samblancay. A la seva mort deixava una filla Margarita, i una germana també anomenada Margarita. La filla va heretar el vescomtat de Melun i el comtat de Tancarville i els va aportar al seu marit Jaume II d'Harcourt senyor de Montgomery (+1428). La germana es va casar a Miló de Noyers comte de Joigny i en segones noces a Robert de Giennes, senyor de Tingry. La successió va passar a la línia d'Hug, burgravis de Gant.

## Llista de vescomtes
- Gil vers després de 1100-1138
- Adam I, 1138-1150
- Joscelí 1150-1157
- Lluís, 1157-vers 1182
- Adam II vers 1182-1217
- Guillem I 1217-1221
- Adam III, 1221-1250
- Adam IV 1250-1304
- Joan I 1304-1359
- Joan II vers 1350-1359 (associat)
- Joan III 1359-1385
- Guillem 1385-1415
  - Hug (administrador) vers 1385-1390
- Margarita 1415-abans de 1448
- Jaume II d'Harcourt senyor de Montgomery 1417-1428
- Als burgravis de Gant 1448